# Нариман (Волгоградская область)
Нарима́н — посёлок в Светлоярском районе Волгоградской области, административный центр Наримановского сельского поселения.

## География
Посёлок расположен на южном берегу Варваровского водохранилища, в 58 километрах к западу от райцентра (посёлок Светлый Яр).

## История
В составе Светлоярского района — с 1966 года. Одновременно решением Волгоградского облисполкома от 25 марта 1966 года № 7/179 с центром в посёлке Нариман был образован Наримановский сельсовет.

## Население
Динамика численности населения по годам:
| 2002 |
| ---- |
| 1614 |

| 2010 |
| ---- |
| 1426 |

## Инфраструктура
В поселке Нариман есть школа, медучреждение.На 18 января 2024 года поселок газифицирован.

## Транспорт
Асфальтированная дорога.